# جاك كوهن (حاخام)
جاك كوهن (بالإنجليزية: Jack Cohen)‏ هو حاخام أمريكي، ولد في 21 مارس 1919 في بروكلين في الولايات المتحدة، وتوفي في 16 أبريل 2012 في القدس في إسرائيل.